# Westerland
Westerland este un oraș de pe insula Sylt și aparține de landul Schleswig-Holstein, Germania.